# 나카쓰촌 (가나가와현)
나카쓰촌(일본어: 中津村)은 일본 가나가와현 아이코군에 있던 촌이다.
1956년 9월 30일에 아이카와정에 편입합병되었다. 현재의 아이카와정의 남동부에 해당한다.

## 역사
- 1889년 4월 1일 - 정촌제 시행에 의해 아이코군 나카쓰촌이 성립하였다.
- 1956년 9월 30일 - 아이카와정에 편입되었다.
- 정사무소 나카쓰출장소가 있었으나 2017년 9월 26일부로 폐지되어 인근 공민관 내에 설치하는 나카쓰 연락사무소로 조직이 변경되었다.

## 참고 문헌
- 角川日本地名大辞典編纂委員会,『角川日本地名大辞典 神奈川県』1984, 角川書店